# Dekanat Nowa Wieś Spiska
Dekanat Nowa Wieś Spiska (sł.:Spišskonovoveský dekanát) – jeden z 14 dekanatów w rzymskokatolickiej diecezji spiskiej na Słowacji.

## Parafie
W skład dekanatu wchodzi 12 parafii:
1. parafia Wniebowzięcia NMP – Dedinky
2. parafia NMP Fatimskiej – Nowa Wieś Spiska–Ferčekovce
3. parafia Niepokalanego Poczęcia NMP – Harichovce
4. parafia Podwyższenia Krzyża Świętego – Hnilčík
5. parafia NMP z Góry Karmel – Hnilec
6. parafia Najświętszej Trójcy – Chrasť nad Hornádom
7. parafia Wszystkich Świętych – Letanovce
8. parafia św. Michała Archanioła – Markušovce
9. parafia św. Mikołaja – Odorin
10. parafia Podwyższenia Krzyża Świętego – Smižany
11. parafia Wniebowzięcia NMP – Nowa Wieś Spiska

## Sąsiednie dekanaty
Spiskie Podgrodzie, Spišský Štiavnik, Lewocza